# Vitvingad tapakul
Vitvingad tapakul (Scytalopus krabbei) är en nyligen beskriven fågelart i familjen tapakuler inom ordningen tättingar.

## Utbredning och systematik
Arten förekommer i Sydamerika, i nordcentrala Peru från Amazonas till Huánuco. Den behandlas som monotypisk, det vill säga att den inte delas in i några underarter.

## Status
IUCN erkänner den ännu inte som art, varför dess hotstatus formellt inte fastställts.